# Stefan Lis
Stefan Lis (ur. 6 lipca 1951 w Kostrzynie) – polski chemik, dr hab. nauk chemicznych, profesor zwyczajny Zakładu Ziem Rzadkich Wydziału Chemii Uniwersytetu im. Adama Mickiewicza w Poznaniu.

## Życiorys
W 1976 uzyskał tytuł magistra, w 1986 stopień doktora, 27 listopada 1995 stopień doktora habilitowanego na podstawie rozprawy zatytułowanej pt. Luminescencyjne badania wybranych jonów i kompleksów lantanowców w ciekłych roztworach. 
Pełni funkcję profesora zwyczajnego w Zakładzie Ziem Rzadkich Wydziału Chemii Uniwersytetu im. Adama Mickiewicza w Poznaniu. 11 kwietnia 2003 został zatrudniony na stanowisku profesora nadzwyczajnego w Katedrze Chemii Nieorganicznej na Wydziale Technologii i Inżynierii Chemicznej Uniwersytetu Technologiczno-Przyrodniczego im. Jana i Jędrzeja Śniadeckich w Bydgoszczy.
Był wiceprezesem Polskiego Towarzystwa Chemicznego. 
Jest recenzentem 7 prac habilitacyjnych i 17 prac doktorskich oraz promotorem kolejnych 7 prac doktorskich.

## Wybrane publikacje
- 1995: Luminescence study of complexation of Eu(III) and Tb(III) with N-methyliminodiacetic acid[1]
- 2000: A new spectrophotometric method for the determination and simultaneous determination of tungsten and molybdenum in polyoxometalates and their Ln(III) complexes[1]
- 2000: Spectroscopic study of lanthanide(III) complexes with chosen aminoacids and hydroxyacids in solution[1]
- 2002: Luminescence studies of Eu(III) mixed ligand complexes[1]
- 2002: Application of cause-and-effect diagrams to the interpretation of UV-Vis spectroscopic data[1]
- 2005: Influence of Xerogel Matrices and Coligands on Luminescence Parameters in Materials with an Europium(III) Cryptat[1]
- 2007: Luminescent studies of Ln(lll) complexes with 4-amino-6-methylpicolinic acid N-oxideat77 K[1]
- 2007: Kinetic study of dissociation of Eu(III) complex with H8dotp (H8dotp=1,4,7,10-tetraazacyclododecane-1,4,7,10-tetrakis(methylphosphonic acid))[1]
- 2014: Synthesis and Organic Surface Modification of Luminescent, Lanthanide-Doped Core/Shell Nanomaterials (LnF3@SiO2@NH2@Organic Acid) for Potential Bioapplications: Spectroscopic, Structural, and in Vitro Cytotoxicity Evaluation[1]
- 2017: Electrochemical capacitor materials based on carbon and luminophors doped with lanthanide ions[1]